# Reprezentacja Białorusi U-19 w piłce nożnej mężczyzn
Reprezentacja Białorusi U-19 w piłce nożnej jest juniorską reprezentacją Białorusi, sterowaną przez Białoruski Związek Piłki Nożnej. Jest powoływana przez selekcjonera, w niej występować mogą wyłącznie zawodnicy posiadający obywatelstwo białoruskie i którzy w momencie przeprowadzania imprezy docelowej (finałów Mistrzostw Europy) nie przekroczyli 19 roku życia. Zespół jeden raz uczestniczył w Mistrzostwach Europy U-18 i nigdy w Mistrzostwach Europy U-19.
Zbirna U-19 powoływana jest od 1994. Wcześniej, do roku 2001 włącznie rozgrywano zawody w klasie U-18.
W 1994 zespół zdobył 8 miejsce Mistrzostwach Europy w Hiszpanii.

## Występy w ME U-19
Uwaga: W latach 1982–2001 rozgrywano Mistrzostwa Europy U-18
- 2000: Nie zakwalifikowała się
- 2001: Nie zakwalifikowała się
- 2002: Nie zakwalifikowała się
- 2003: Nie zakwalifikowała się
- 2004: Nie zakwalifikowała się
- 2005: Nie zakwalifikowała się
- 2006: Nie zakwalifikowała się
- 2007: Nie zakwalifikowała się
- 2008: Nie zakwalifikowała się
- 2009: Nie zakwalifikowała się
- 2010: Nie zakwalifikowała się
- 2011: Nie zakwalifikowała się
- 2012: Nie zakwalifikowała się
- 2013: Nie zakwalifikowała się
- 2014: Nie zakwalifikowała się
- 2015: Nie zakwalifikowała się
- 2016: Nie zakwalifikowała się
- 2017: Nie zakwalifikowała się